# Amagi-Klasse
Die Amagi-Klasse (japanisch 天城型巡洋戦艦 Amagi-gata) war eine geplante Klasse von vier Schlachtkreuzern der Kaiserlich Japanischen Marine, die in Folge des Washingtoner Flottenvertrags von 1922 nicht gebaut wurden. Das einzige Schiff der Klasse, das je in den aktiven Dienst übernommen wurde, war die Akagi, allerdings erst nach dem Umbau zum Flugzeugträger. Von den übrigen drei Schiffen wurden zwei kurz nach Baubeginn abgebrochen und eines während der Bauphase durch ein Erdbeben zerstört.

## Geschichte

### Entwurf und Bau

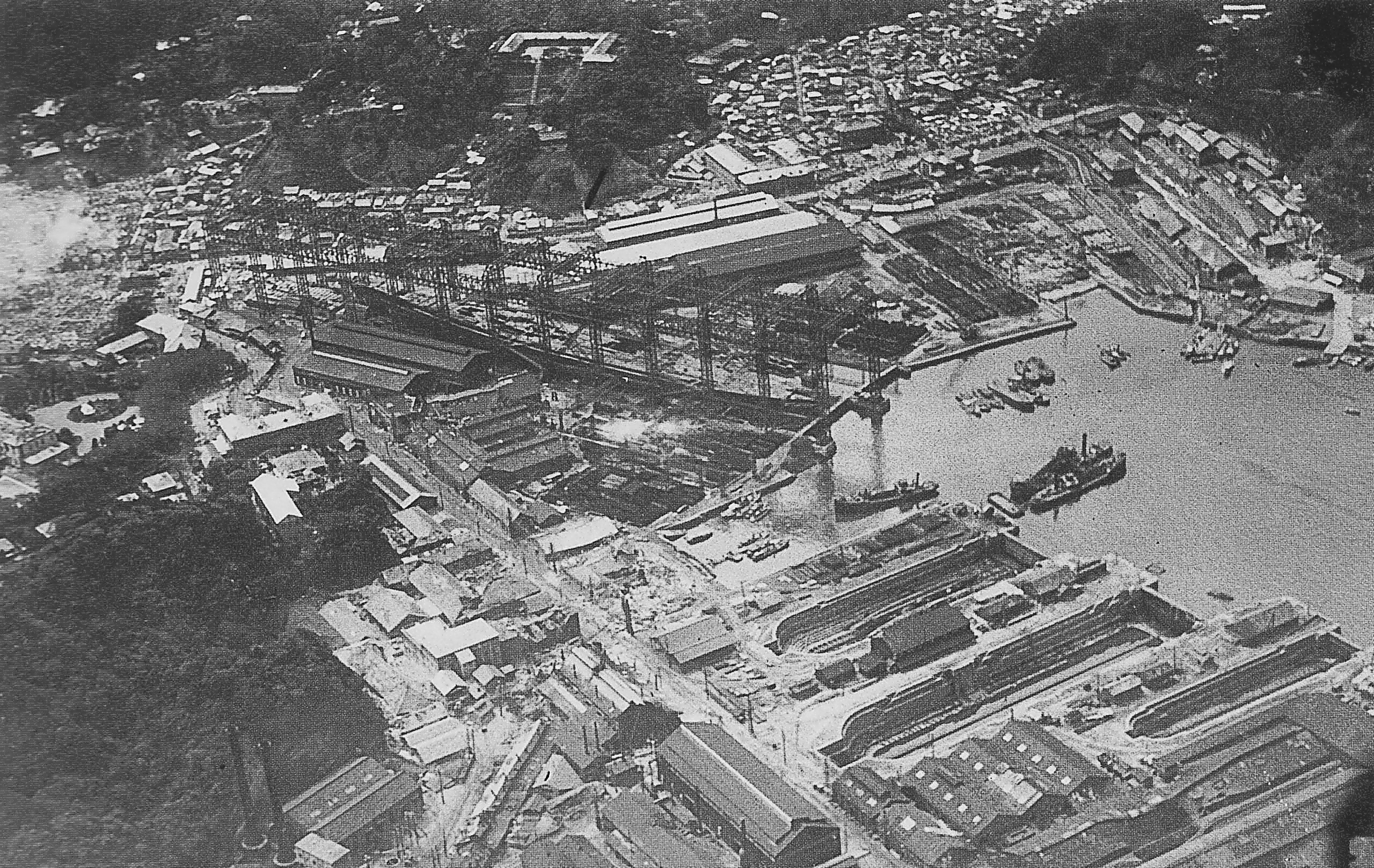
Luftaufnahme der Werftanlagen in Yokosuka, kurz nach dem Erdbeben von 1923. Das Schiff im großen Dock ist die Amagi.

Die Amagi-Klasse wurde im Zuge des japanischen 8-8-Plans entwickelt. Dieser Plan sah den Aufbau einer Flotte aus acht Schlachtschiffen und acht Schlachtkreuzern vor. Weil zwei Schiffe der Kongō-Klasse, Hiei und Kongō, 1923 ihre Altersgrenze erreichten, hätten die vier geplanten Einheiten der Amagi-Klasse Japan zu einer Flotte aus sechs Schlachtkreuzern verholfen.
Die Klasse war entwickelt worden, um die neuesten Schlachtkreuzertypen – die britische Hood und die amerikanische Lexington-Klasse – zu übertreffen.
Das Konzept orientierte sich an den Entwürfen der Schlachtschiffe der Tosa-Klasse. Wie diese sollte die Amagi-Klasse fünf Geschütztürme mit je zwei 41-cm-Geschützen als Hauptbewaffnung tragen. Die Türme sollten entlang der Mittelschifflinie aufgestellt werden, zwei auf dem Vorschiff und drei auf dem Achterschiff.

## Schiffe der Amagi-Klasse

### Amagi
Die Amagi wurde am 16. Dezember 1920 in der Marinewerft Yokosuka auf Kiel gelegt. Nach den Vereinbarungen im Flottenvertrag von Washington 1922 wurde der Bau des Schlachtkreuzers gestoppt und der Rumpf zum Umbau zu einem Flugzeugträger vorbereitet. Während dieser Umbauarbeiten wurden die Werftanlagen am 1. September 1923 um 11:58 Uhr vom Großen Kantō-Erdbeben getroffen. Da sich der Rumpf nicht im Wasser befand, sondern auf dem Boden des Docks aufsaß, übertrugen sich die Erschütterungen auf die Schiffsstruktur. Die Schäden waren so groß, dass die Amagi als Totalverlust eingestuft und abgewrackt werden musste. Ihre vertraglich festgelegte Rolle als Flugzeugträger wurde später von der Kaga, einem Schlachtschiff der Tosa-Klasse, übernommen.

### Akagi
Die Akagi wurde am 6. Dezember 1920 von der Marinewerft in Kure auf Kiel gelegt. Nach den Beschlüssen des Flottenvertrages von Washington vom Februar 1922 wurde sie vom November 1923 an zum Flugzeugträger umgebaut. Sie wurde im März 1927 in Dienst gestellt. In dieser ursprünglichen Version besaß sie ein durchgängiges Flugdeck und zwei kleinere Abflugdecks. Als sich dieses Konzept als unzureichend erwiesen hatte, wurde sie 1935 umgebaut. Mit nur einem Flugdeck wurde sie letztlich zu einem der wichtigsten japanischen Flugzeugträger und nahm im Pazifikkrieg an zahlreichen Einsätzen teil. Am Morgen des 4. Juni 1942 wurde sie während der Schlacht um Midway von amerikanischen Trägerflugzeugen angegriffen und erhielt dabei einen einzigen Bombentreffer. Die Bombe detonierte zwischen aufgetankten und bewaffneten Flugzeugen auf dem Flugdeck der Akagi und löste Brände und Sekundärexplosionen aus, die nicht eingedämmt werden konnten, so dass das ausgebrannte Wrack am Morgen des 5. Juni von japanischen Zerstörern versenkt werden musste.

### Atago
Atago war der Name, den das dritte Schiff der Amagi-Klasse erhalten sollte. Sie wurde am 22. November 1921 auf der Kawasaki-Werft in Kobe auf Kiel gelegt. Als Folge der Flottenverträge von Washington wurde ihr Bau im Juli 1922 abgebrochen. Auf den vorgesehenen Namen wurde später der 1932 in Dienst gestellte Schwere Kreuzer Atago getauft.

### Takao
Takao war der Name, den das vierte Schiff der Amagi-Klasse erhalten sollte. Sie wurde am 19. Dezember 1921 auf der Mitsubishi-Werft in Nagasaki auf Kiel gelegt. Als Folge der Flottenverträge von Washington wurde ihr Bau im Juli 1922 abgebrochen. Auf den vorgesehenen Namen wurde später der 1932 in Dienst gestellte Schwere Kreuzer Takao getauft.

## Technische Beschreibung

### Rumpf
Der Rumpf eines Schlachtkreuzers der Amagi-Klasse, unterteilt in wasserdichte Abteilungen und genietet, sollte über alles 251,8 Meter lang, 30,8 Meter breit und hätte bei einer geplanten Einsatzverdrängung von 47.754 Tonnen einen Tiefgang von 9,5 Metern gehabt.

### Panzerung

#### Struktureller Schutz
Die Amagi-Klasse erhielt ein integriertes, strukturelles Schutzsystem ohne zusätzliche Torpedowülste. Das System entsprach dem bei den Vorgängerklassen verwendeten Konzept: Eine äußere Hülle, aus vergleichsweise dünnem Stahl, ein Expansionsraum mit Tanks, die Luft oder Treibstoff enthielten, ein 75 Millimeter starkes Torpedoschott und dahinter eine weitere Lage mit Tanks, die durch ein abschließendes Längsschott von den Maschinenräumen und Magazinen getrennt waren.
Um die Wirkung von Splittern und Druckwellen, die bei Explosionen am Unterwasserrumpf entstehen konnten, zu minimieren, wurde mittschiffs, auf Höhe der Maschinenräume, der strukturelle Schutz durch Knautschrohre verstärkt, mit denen man eine der Abteilung vor dem Torpedoschott füllte. Knautschrohre erlaubten es, die Dicke der nachfolgenden Panzerung, ohne eine Verminderung der Schutzwirkung, in diesen Bereichen um bis zu 30 Prozent zu reduzieren.

#### Panzerschutz
Der Gürtelpanzer war an seiner stärksten Stelle 250 Millimeter dick, er neigte vom Oberdeck um rund 15 Grad nach innen und reichte etwa bis zur Oberkante des Torpedoschotts. Der horizontale Schutz bestand aus einem 95 Millimeter starken Panzerdeck. Die Barbetten, also die zylindrischen Strukturen unterhalb der Türme, durch die die Munition transportiert wurde, waren durchgehend bis zum Panzerdeck mit bis zu 230 Millimeter Panzerstahl geschützt, der an einigen Stellen bis auf 280 Millimeter Dicke aufwuchs. Der Gefechtsstand, also die kleine Befehlszentrale im Brückenaufbau (Kommandoturm), unmittelbar hinter Turm „B“, von der im Notfall die wichtigsten Schiffssysteme gesteuert werden konnten, sollte einen Schutz von 356 Millimeter Stahl erhalten.
Der verwendete Panzerstahl für den größten Teil der Panzerung wäre vom Typ „NVNC“ (New Vickers, Non Cemented), der nicht durch Einsatzhärtung nachbearbeitet worden wäre. Der Gürtelpanzer hätte dagegen eine Einsatzhärtung erhalten, wäre aber ebenfalls nach dem Herstellungsverfahren des britischen Vickers-Armstrog-Konzerns produziert worden und deshalb die Bezeichnung „VC“ (Vickers, Cemented) getragen. Die NVNC-Panzerungselemente waren flexibler als die VC-Panzerung und, wegen des fehlenden Arbeitsschrittes, auch preiswerter herzustellen und zu verarbeiten. Die VC-Panzerung vermochte dagegen eher, Granatsplitter und direkte Treffer ohne Beschädigungen am Schiff abzuweisen.

### Antrieb
Der Antrieb sollte durch acht kohle- und elf ölbefeuerte Dampferzeuger – Kampon-Kesseln des Yarrow-Typs – und vier Gijutsu-Hombu-Getriebeturbinensätze erfolgen, mit denen eine Leistung von 131.200 PS (96.497 kW) erreicht werden sollte. Diese hätten ihre Leistung an vier Wellen mit je einer dreiflügligen Schraube abgegeben. Die Höchstgeschwindigkeit hätte 30 Knoten (56 km/h) betragen und die maximale Fahrstrecke 8.000 Seemeilen (14.816 km) bei 14 Knoten, wofür 2.500 Tonnen Kohle und 3.900 Tonnen Schweröl gebunkert werden können sollten.

### Bewaffnung

#### Schwere Artillerie
Als schwere Artillerie sollten zehn 41-cm-Seezielgeschütze Typ 3 in Kaliberlänge 45 verbaut werden, die in fünf Zwillingsgeschütztürmen entlang der Schiffsmittellinie aufgestellt werden sollten. Dabei wäre Turm „B“ und Turm „D“ überhöht positioniert worden, während der zusätzliche Turm „C“ auf dem Wetterdeck aufsaß und dementsprechend, nach vorn durch die Aufbauten und nach achtern durch die Barbette von Turm „D“, ein eingeschränktes Schussfeld besaß.
Das verwendete Geschütz hatte eine Feuerrate von 1,5 bis 2,5 Schuss die Minute und eine Lebensdauer von rund 250 Schuss. Es konnte eine 1.000 kg schwere Granate bis zu 38 Kilometer weit schießen. Das zum Einbau geplante Turmmodell entsprach dem, das auf der Tosa-Klasse verwendet werden sollte. Es hatte eine Seitenrichtgeschwindigkeit von 3° pro Sekunde, eine Höhenrichtgeschwindigkeit von 5° pro Sekunde und einen Höhenrichtbereich von −3° bis +35°. Die Panzerung hätte an der Front 460 mm, an den Seiten 280 mm, am Rücken 190 mm und auf dem Dach 230 bis 250 mm betragen.

#### Mittelartillerie
Als Mittelartillerie sollten sechzehn 14-cm-Seezielgeschütze Typ 3 mit Kaliberlänge 50 in Kasematten verbaut werden. Dieses 1916 eingeführte Geschütz hatte eine Feuerrate von 6 bis 10 Schuss die Minute und eine Lebensdauer von 800 Schuss.

#### Flugabwehrbewaffnung
Zur Flugabwehr waren vier 12-cm-Geschütze Typ 10 in Einzellafetten geplant. Dieses Flugabwehrgeschütz erreichte eine effektive Kadenz von 6 bis 8 Schuss pro Minute und die maximale Reichweite betrug etwa 10 Kilometer bei 75° Rohrerhöhung. Die 7,8 Tonnen schwere Mittelpivotlafette war um 360° drehbar und hatte einen Höhenrichtbereich von −10° bis +75°.

#### Torpedobewaffnung
Es war vorgesehen acht Unterwassertorpedorohre des Kalibers 61-cm für Torpedos des Typ 8 zu verbauen. Je zwei Rohre beidseitig im Vorschiff – unmittelbar vor Turm „A“ – und im Achterschiff – unmittelbar hinter Turm „E“. Die Torpedoräume hätten dabei ein Deck oberhalb der Wasserlinie, das Torpedolager ein Deck tiefer befunden. Die Grundidee dieser Räume war, dass die Schlachtschiffe in lange andauernde Gefechte mit anderen Großkampfschiffen verwickelt werden konnten, bei denen beide Kontrahenten längere Zeit auf parallelen Kursen liefen, so dass sich die Möglichkeit ergeben hätte, den Gegner auch mit Torpedos zu beschießen.

## Besatzung
Die Besatzung hatte eine geplante Stärke von 1.600 Offizieren, Unteroffizieren und Mannschaften.